# Neustadt an der Aisch
Neustadt an der Aisch (Neustadt del
Aisch) es una ciudad alemana en Baviera, en el sureste de Alemania; es capital del Distrito de Neustadt an der Aisch-Bad Windsheim.

## Personalidades
- Werner Dollinger (1918-2008), economista y político.
- Johann Gramann (1487-1541), pastor luterano.
- Harald Haas (1968-), informático, creador del término Li-Fi.
- Elias Levita (1469-1549), erudito hebraico.
- Johann Mützel (1647-1717), arquitecto barroco.
- Armin Schwarz (1963-), piloto de rally.
- Niklas Stark (1995-), futbolista.

## Bilder

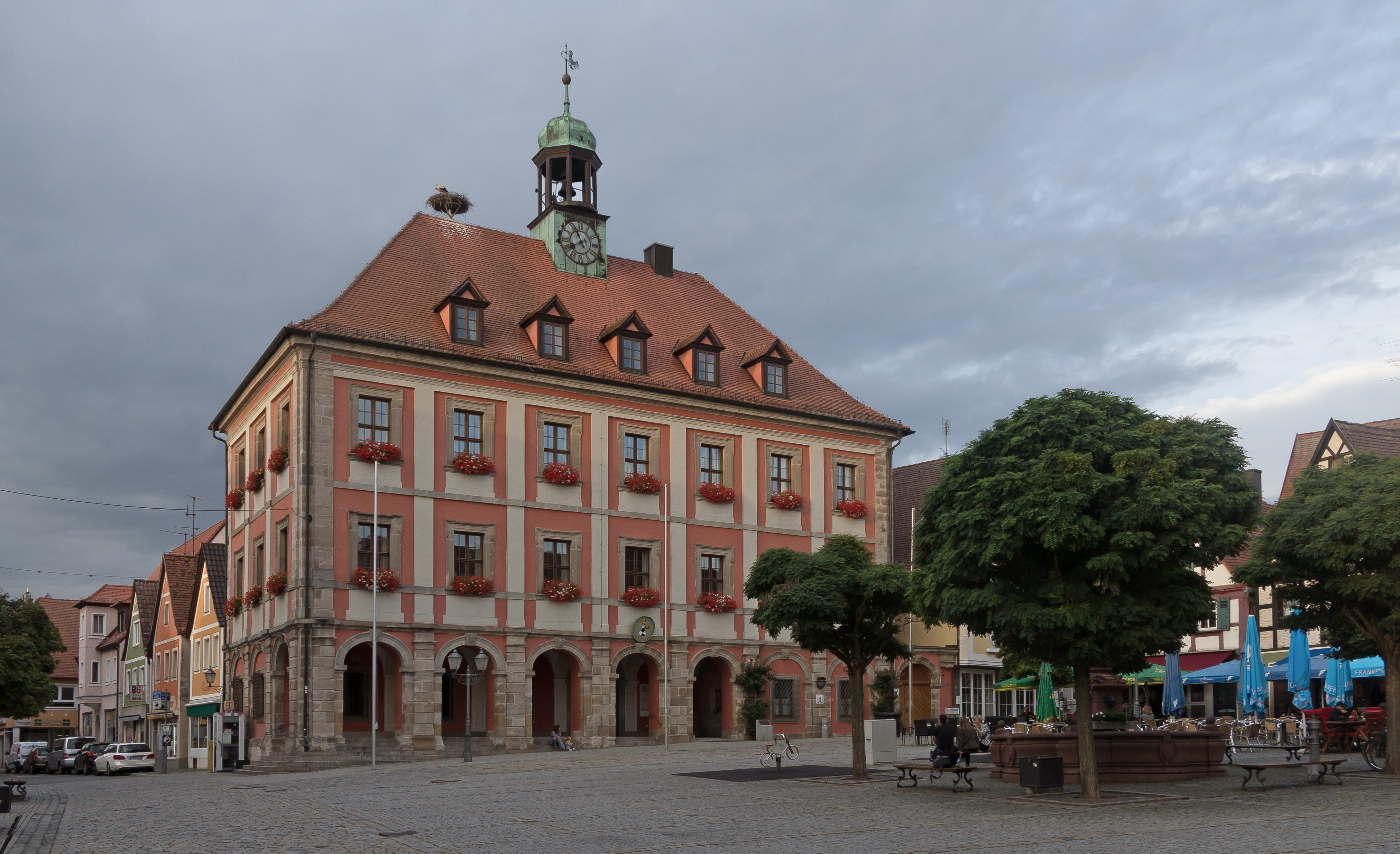
El ayuntamiento
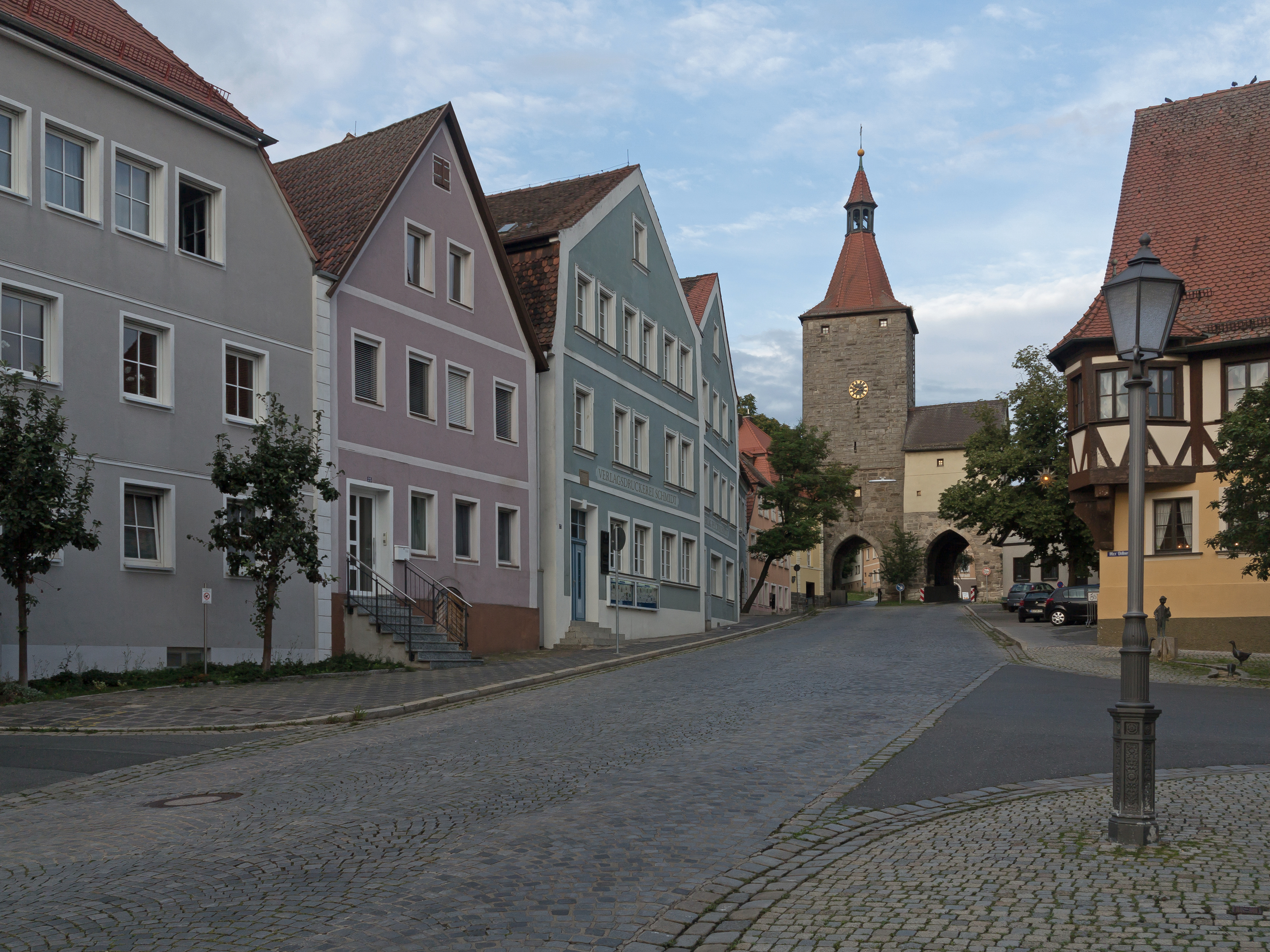
La puerta (Nürnberger Tor) en la calle
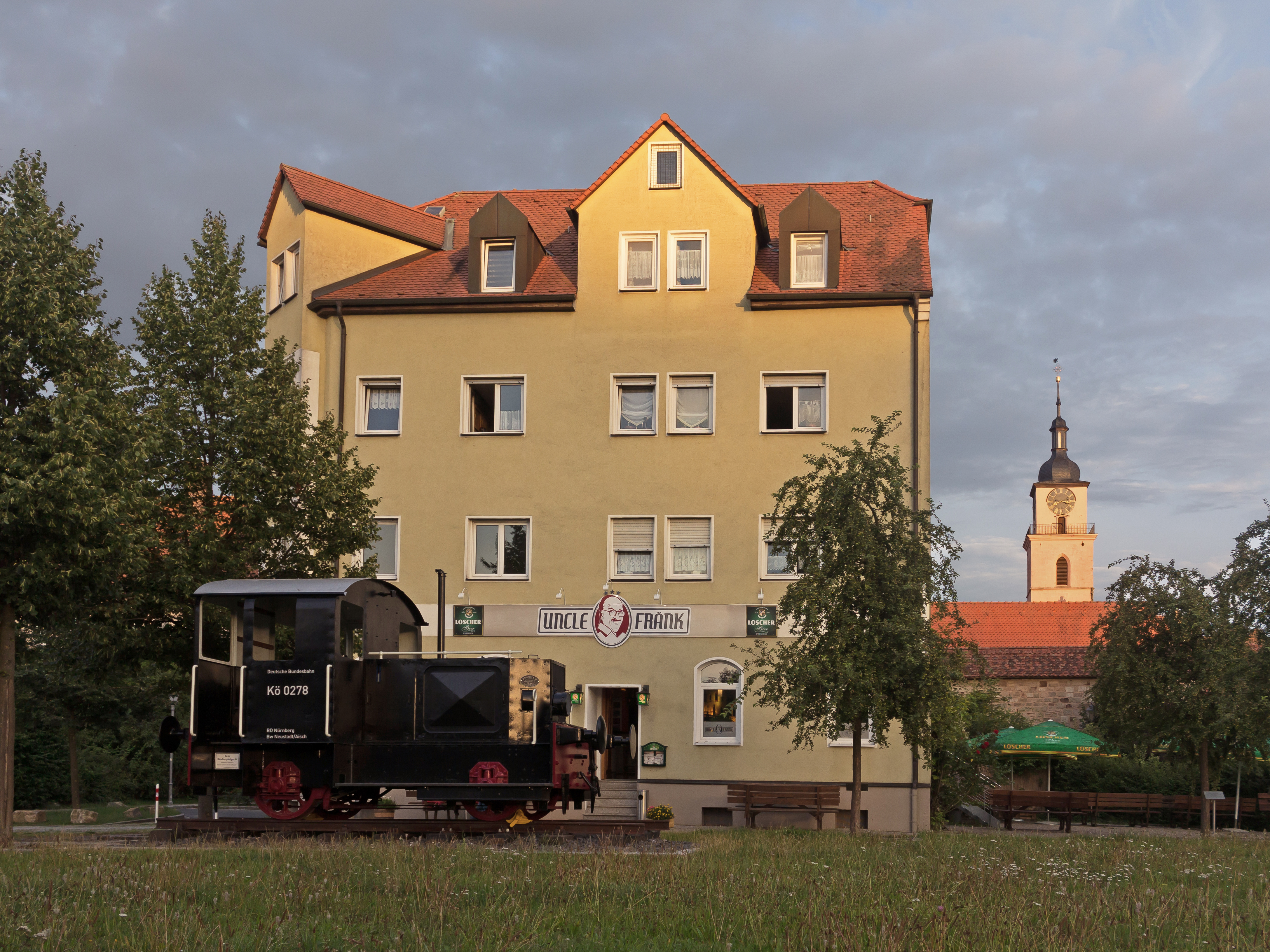
Bar Uncle Frank con la torre de la iglesia al fondo

## Ciudades hermanas
- Neustadt an der Aisch es miembro de la asociación Neustadt in Europa, que agrupa 37 ciudades homónimas en varios países de Europa:  Alemania,  Austria,  Hungría,  Polonia,  República Checa,  Eslovaquia,  Países Bajos.

También está hermanada con las siguientes ciudades:
- Montespertoli,  Italia, desde 1992.
- Hino,  Japón, desde 1997.
- Hluboká nad Vltavou,  República Checa, desde 1997.
- Lipik,  Croacia, desde 1998.